# Start a War
Start a War (в переводе с англ. — «Начало Войны») — четвёртый студийный альбом метал-группы Static-X, выпущенный 14 июня 2005 года. Специальная версия альбома выпущена с дополнительным DVD, диск назывался X-Rated.
Отредактированную версию песни Skinnyman можно слышать в игре «Need for Speed: Most Wanted».

## Об альбоме
Этот альбом был первым, в котором принимал участие новый барабанщик Ник Оширо. В феврале 2005 года, Трипп Эйзен был арестован в связи с сексуальным скандалом, связанным с несовершеннолетними, и вскоре был уволен из группы. В начале марта 2005 года, прежний гитарист Коити Фукуда вернулся в группу на место Триппа. Коити Фукуда в альбоме Start a War отвечал за клавишные и гитару. Когда на счет альбома спросили Уэйна Статика, он сказал: 
Мы хотели попробовать обновить забавный дух Wisconsin Death Trip; возвращение Коити назад, нам в этом  помогло.
 Альбом занял 29 позицию в рейтинге Billboard 200 и было продано 213 тысяч копий альбома.

## DVD-версия
Start a War также доступен в качестве бонус digipak издания с надписью X-Rated.

### Видео
Большая часть DVD была снята, пока гитарист Трипп Эйзен был в группе. Когда он покинул группу, он должен был быть 'вырезан' из DVD, хотя его можно заметить в некоторых кадрах. Новая запись была снята с Коити Фукудой. Следовательно, это означает, что большая часть DVD содержит запись только с Тони Кампосом, Ником Оширо и Уэйном Статиком.

### Содержание DVD
- Создание записи. (Запись как группа делает запись альбома и участвует в фотосессии.)
- Репетиция записи. (Песни — «The Enemy», «Start a War», «I’m the One», «Dirthouse»)
- Запись с концертного тура. Каждая песня содержит запись с сумасшедшими выходками группы (песни — «Permanence», «The Trance is the Motion», «Monster»)
- «Веселье в пустыне» — Уэйн Статик и Тони Кампос ездят по пустыне в грузовиках, в которых играют песни «Otsego Amigo» и «I Want To Fucking Break It».
- Инструментальные версии песен («Dirthouse», «Otsego Amigo», «Pieces», «Skinnyman», «Start a War»)
- Весь альбом в звучании 5.1 surround.

## Список композиций
| №                   | Название                     | Длительность |
| ------------------- | ---------------------------- | ------------ |
| 1.                  | «The Enemy»                  | 2:28         |
| 2.                  | «I’m the One»                | 2:36         |
| 3.                  | «Start a War»                | 2:44         |
| 4.                  | «Pieces»                     | 2:38         |
| 5.                  | «Dirthouse»                  | 3:03         |
| 6.                  | «Skinnyman»                  | 3:40         |
| 7.                  | «Just in Case»               | 4:24         |
| 8.                  | «Set It Off»                 | 3:55         |
| 9.                  | «I Want to Fucking Break It» | 2:42         |
| 10.                 | «Night Terrors»              | 3:09         |
| 11.                 | «Otsego Amigo»               | 2:45         |
| 12.                 | «My Damnation»               | 4:01         |
| 13.                 | «Brainfog»                   | 9:53         |
| Общая длительность: | Общая длительность:          | 48:04        |

## Позиции в чартах
| Чарт (2005)           | Позиция |
| --------------------- | ------- |
| Austrian Albums Chart | 55      |
| French Albums Chart   | 135     |
| German Albums Chart   | 88      |
| The Billboard 200     | 29      |

| Песня         | Чарт (2005)                | Позиция |
| ------------- | -------------------------- | ------- |
| "I'm the One" | Hot Mainstream Rock Tracks | 22      |
| "Dirthouse"   | Hot Mainstream Rock Tracks | 27      |

## Участники записи
Static-X
- Уэйн Статик — вокал, ритм-гитара, клавиши, программирование, продюсер
- Тони Кампос — бас-гитара, бэк-вокал, продюсер
- Коити Фукуда — соло-гитара (Live выступления)
- Ник Оширо — ударные инструменты
- Трипп Эйзен — соло-гитара (на Start a War)

Производство
- Ульрих Уайлд — продюсер
- Том Уэлли — продюсер
- Даниэль Уилд — перкуссия
- Стивен Гилморе — обложка
- Джейсон Фридман — звуковые эффекты
- П.Р Браун — фотография
- Создатели DVD — Трой Уоллес, Матт Эйдсон, Ричи Риот, Энди Сандовал, Джон Тойлер